# Artland Dragons
El Artland Dragons es un equipo de baloncesto alemán con sede en la ciudad de Quakenbrück, Baja Sajonia, que compite en la ProA, la segunda categoría del baloncesto alemán. Disputa sus partidos en el Artland Arena, con capacidad para 3.000 espectadores.

## Historia
La tradición baloncestística de la ciudad de Quakenbrück se remonta a muchos años atrás. El club se formó en 1955, con la deniominación de TSV , compitiendo en campeonatos regionales, hasta que en 1996 ascendió a la segunda división de la Bundesliga. En 2003 cambia su nombre por la denominación actual, el año que consiguió el ascenso a la Basketball Bundesliga tras una temporada invicto.
Desde entonces se ha mantenido en la máxima competición alemana. Su mayor éxito fue la consecución de la Copa de Alemania en 2008, derrotando en la final al EnBW Ludwigsburg.
El 3 de mayo de 2015 anunciaron que se iban a disolver por problemas económicos. Finalmente, el equipo decidió seguir y jugar en la tercera división.

## Nombres
- QTSV Quakenbrück (1955-2003)
- Artland Dragons (2003- )

## Registro por temporadas
| Temporada | División | Liga       | Posición | Playoffs         | Copa de baloncesto de Alemania | Competición europea            |
| --------- | -------- | ---------- | -------- | ---------------- | ------------------------------ | ------------------------------ |
| 2000–01   | 2        | 2. BBL     | 2        | –                | –                              | –                              |
| 2001–02   | 2        | 2. BBL     | 3        | –                | –                              | –                              |
| 2002–03   | 2        | 2. BBL     | 1        | Sube             | –                              | –                              |
| 2003–04   | 1        | Bundesliga | 9        | –                | –                              | –                              |
| 2004–05   | 1        | Bundesliga | 6        | Cuartos de final | –                              | –                              |
| 2005–06   | 1        | Bundesliga | 5        | Cuartos de final | Cuartos                        | –                              |
| 2006–07   | 1        | Bundesliga | 2        | Segundos         | Segundos                       | –                              |
| 2007–08   | 1        | Bundesliga | 5        | Cuartos de final | Campeón                        | Juega ULEB                     |
| 2008–09   | 1        | Bundesliga | 9        | –                | –                              | Juega Eurocup                  |
| 2009–10   | 1        | Bundesliga | 9        | –                | –                              | Juega EuroChallenge            |
| 2010–11   | 1        | Bundesliga | 4        | Semifinal        | Terceros                       | Juega EuroChallenge            |
| 2011–12   | 1        | Bundesliga | 3        | Semifinal        | Cuartos de final               | EuroChallenge Cuartos de final |
| 2012–13   | 1        | Bundesliga | 6        | Cuartos de final | Cuartos                        | Eurocup Fase de grupos         |
| 2013–14   | 1        | Bundesliga | 7        | Semifinal        | Cuartos de final               | Eurocup Fase de grupos         |
| 2014–15   | 1        | Bundesliga | 11       |                  |                                | Eurocup Fase de grupos         |
| 2015–16   | 3        | ProB       | 6        | Octavos de final |                                |                                |
| 2016–17   | 3        | ProB       | 2        | Octavos de final |                                |                                |
| 2017–18   | 3        | ProB       | 1        | Cuartos de final |                                |                                |
| 2018–19   | 2        | ProA       |          |                  |                                |                                |

1. ↑  Tras su disolución, vuelven a empezar en la ProB
2. ↑  Ocupa la plaza que deja vacante el Oettinger Rockets Gotha

## Palmarés
- BBL
  - Subcampeón: 2007

- Copa de Alemania
  - Campeón: 2008
  - Subcampeón: 2007

- ProA
  - Campeón: 2003

## Jugadores destacados
| - Ruben Boumtje-Boumtje - Tyler Kepkay - Oliver Braun - Bastian Doreth - Ingo Freyer - Guido Grünheid - Jan-Hendrik Jagla - Dirk Madrich - Andrej Mangold - David McCray - Tim Schwartz - Kristaps Valters - Ekene Ibekwe - Andrés Rodríguez (baloncestista) - Petar Popović | - Branislav Ratkovica - Toby Bailey - Folarin Campbell - Adam Chubb - Andrew Drevo - Terrell Everett - Darren Fenn - Chris Fleming - Kenny Frease - John Goldsberry - Jamon Gordon - Antonio Graves - Lawrence Hill - Anthony Hilliard - David Holston | - Rob Kurz - Demond Mallet - Lamont McIntosh - Rich Melzer - Drew Neitzel - Hollis Price - Leon Rodgers - Bryce Taylor - Julian Terrell - Brandon Thomas - Artur Kolodziejski - Nik Caner-Medley - Earl Rowland - Ryan Gomes | - Anthony King - Marquez Haynes - Adam Hess - Sergio Kerusch - Chad Toppert - Bryan Bailey - Tyrece Rice - Nathan Peavy |